# Arctia rebeli
Arctia rebeli là một loài bướm đêm thuộc phân họ Arctiinae, họ Erebidae.